# Cabana (compositor)
Silvestre Davi da Silva (Rio de Janeiro, 22 de julho de 1924 – Rio de Janeiro, 18 de dezembro de 1986), conhecido como Cabana, foi um compositor brasileiro. Com passagens por várias escolas de samba, ficou conhecido por ter feito parte da fundação da Beija-Flor de Nilópolis.

## Biografia
Integrou a ala de compositores de escolas como Portela, Deixa Malhar e Unidos do Barão de Petrópolis. Em 1953, inscreveu o bloco Associação Carnavalesca Beija-Flor para o desfile das escolas de samba do ano seguinte, iniciando a trajetória do Grêmio Recreativo Escola de Samba Beija-Flor.
Compôs o primeiro samba-enredo da escola nilopolitana, O Caçador de Esmeraldas, que garantiu o título do Grupo 2 do desfile das escolas de samba do Rio de Janeiro. Cabana ainda compôs sambas que são considerados clássicos da Beija-Flor na década de 1960, como Dia do Fico (1962) e Peri e Ceci (1963).
Em entrevista, o cantor Neguinho da Beija-Flor afirma que foi trazido à escola de Nilópolis através de Cabana.
Pela Portela, compôs Ilú Ayê (Terra da Vida) ao lado de Vavá da Portela. A escola de samba de Madureira terminou em terceiro lugar no carnaval de 1972. A faixa viria a fazer sucesso na voz de Clara Nunes.

Em 1973, fez parceria com Martinho da Vila na música Nhem, Nhem, Nhem. Já Beth Carvalho gravou em 1985 Não dá pra Guardar, outra parceria de Cabana e Martinho da Vila.